# Вояжёры (национальный парк)

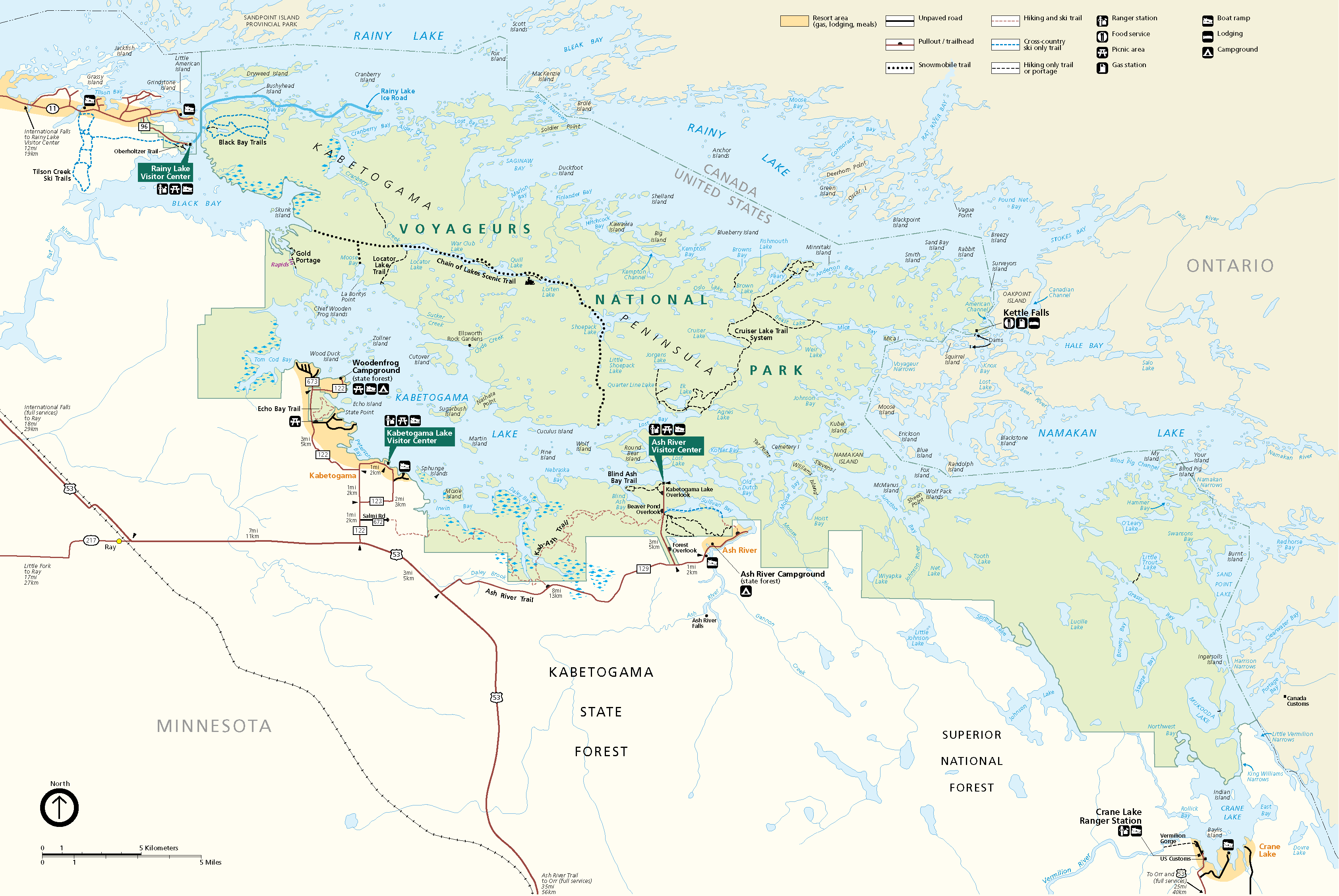
Карта парка

«Вояжёры» (англ. Voyageurs National Park) — национальный парк, расположенный на территории округов Сент-Луис и Кучичинг штата Миннесота (США).
Парк назван «Вояжёры» из-за вояжёров франко-канадского пушного промысла, которые были первыми европейскими поселенцами, путешествовавшими по этим местам.

## История
Первое предложение о создании национального парка на этом месте поступило в апреле 1891 года от законодательного органа штата Миннесота. Национальный парк «Вояжёры» основан 8 апреля 1975 года согласно Указу Президента США Ричарда Никсона.

## Описание
Национальный парк «Вояжёры» расположен на южном берегу системы озёр в пограничной зоне США с Канадой. Крупнейшие из системы озёрː Рейни-Лейк (921,1 км²), Намакан (101,7 км²) и Сэнд-Пойнт-Лейк (21,0 км²) — на границе с Канадой, Кабетогама (104,2 км²), Крейн-Лейк (примыкает к парку с юго-востока). Между озёрами Рейни-Лейк и Кабетогама расположен полуостров Кабетогама — один из двух крупных участков суши парка, второй — южнее озера Намакан. Южнее к парку примыкают национальные леса Кабетогама и Озеро Верхнее, восточнее — заповедник дикой природы Boundary Waters Canoe Area Wilderness.
Водоёмы парка — популярное место рыбаков и любителей каяков и каноэ. На территории парка расположено 175 мест туристических стоянок (навесы, плавучие дома) и 80 км пеших троп.
В отличие от других парков, куда можно добраться на автомобиле или пешком, доступ к этому парку лежит через воду — многие посетители добираются на лодках, каноэ или каяках. К озёрам Кабетогама и Сэнд-Пойнт-Лейк и полуострову Кабетогама доступ возможен только по воде. К парку можно добраться благодаря трём центрам для посетителей, которые примыкают к паркуː (1) Рейни-Лек (западнее границы парка, у Интернешнл-Фоллс на окружной дороге Koochiching County Road 96), (2) Кабетогама (южнее границы парка, у тауншипа Кабетогама на Saint Louis County Road 122 и Saint Louis County Road 123) и (3) Ашш-Ривер (южнее границы парка, у Ашш-Ривер на дороге Saint Louis County Road 129).